# Ośno Lubuskie
Ośno Lubuskie (niem. Drossen, daw. Ośno) – miasto w województwie lubuskim, w powiecie słubickim, położone nad rzeką Łęczą i jeziorem Reczynek, na historycznej ziemi lubuskiej. Siedziba gminy miejsko-wiejskiej Ośno Lubuskie. W latach 1975–1998 miasto administracyjnie należało do woj. gorzowskiego.
Miasto o charakterze turystyczno-wypoczynkowym, położone wśród wzgórz morenowych Wysoczyzny Lubuskiej.
Ośno Lubuskie leży w historycznej ziemi lubuskiej, w ramach której od XIV wieku było stolicą regionu określanego jako ziemia torzymska.
Według danych GUS z 31 grudnia 2019 r. Ośno Lubuskie liczyło 3915 mieszkańców.

## Historia

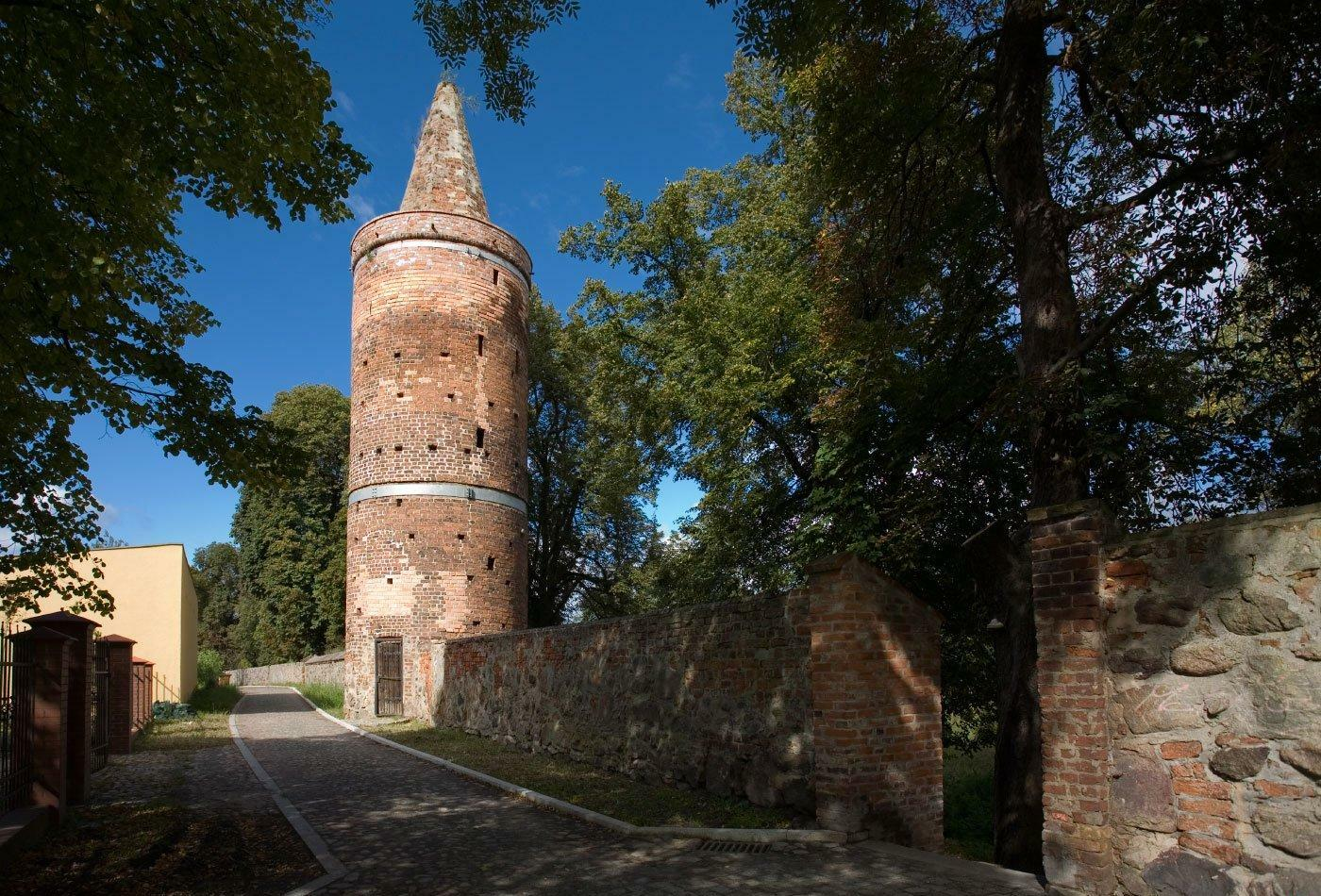
Fragment murów miejskich z Basztą Krzaków

W okresie wczesnopiastowskim istniał tu gród obronny. Wzmiankowane po raz pierwszy w 1252 r. jako „civitas forensi Osna”. Przywilej miasta uzyskało w roku 1282 od biskupów lubuskich, do których należało. Pierwszym wójtem został Dzierżko z Chyciny. Ośno stanowiło własność biskupów lubuskich, a od 1258 roku właścicielami miejscowości byli margrabiowie brandenburscy. Władztwo polskie sięgnęło tu ponownie po wybuchu wojny o przynależność ziemi lubuskiej w 1319, sięgnęły tu granice księstwa głogowskiego. W 1324 w mieście przebywał piastowski książę Jan ścinawski, później ponownie zajęte przez Brandenburgię. Formalnie biskup lubuski przekazał miasto na własność Brandenburgii w 1401 roku. Przed 1347 r. Ośno Lubuskie otrzymało pełne prawa miejskie. W 1369 roku Ośno otrzymało prawo bicia własnej monety. Początkowo była to osada targowa, gród obronny z podgrodziem, z czasem przekształciły się w miasto. W okresie średniowiecza Ośno stało się głównym ośrodkiem ziemi torzymskiej, a od 1447 roku, kiedy ustanowiono tu starostwo krajowe – stolicą ziemi torzymskiej. Było to także miasto dekanalne. Dekanat zorganizowano tu przed 1249 rokiem. Obejmował on 42 kościoły i był największy w całej diecezji. Od 1373 do 1415 wraz z Brandenburgią we władaniu Korony Czeskiej.

Dawny herb Ośna Lubuskiego

Wiele razy miasto płonęło, nie omijały go wojny i zarazy. Miasto słynęło z piwa ośnieńskiego, uprawy kwiatów (plantacje konwalii, stąd nazwa niem. Maiblumenstadt), szparagów i porzeczek. W 1565 roku w Ośnie było 857 warzelni piwa, a w XVIII wieku istniało 157 warsztatów tkackich. W 1584 roku nadano mu prawo urządzania dwóch jarmarków rocznie.
Od roku 1810 miasto było stolicą tzw. Ziemi Torzymskiej. Od 1871 w składzie Niemiec.
W 1945 r. zniszczone w 70% miasto zostało włączone do Polski. Dotychczasowych mieszkańców wysiedlono do Niemiec. W 1946 zatwierdzono urzędowo nazwę Ośno, w 1948 zatwierdzono obecną nazwę.
W miejscowości działało państwowe gospodarstwo rolne – Państwowe Przedsiębiorstwo Gospodarki Rolnej w Ośnie Lubuskim.

## Zabytki

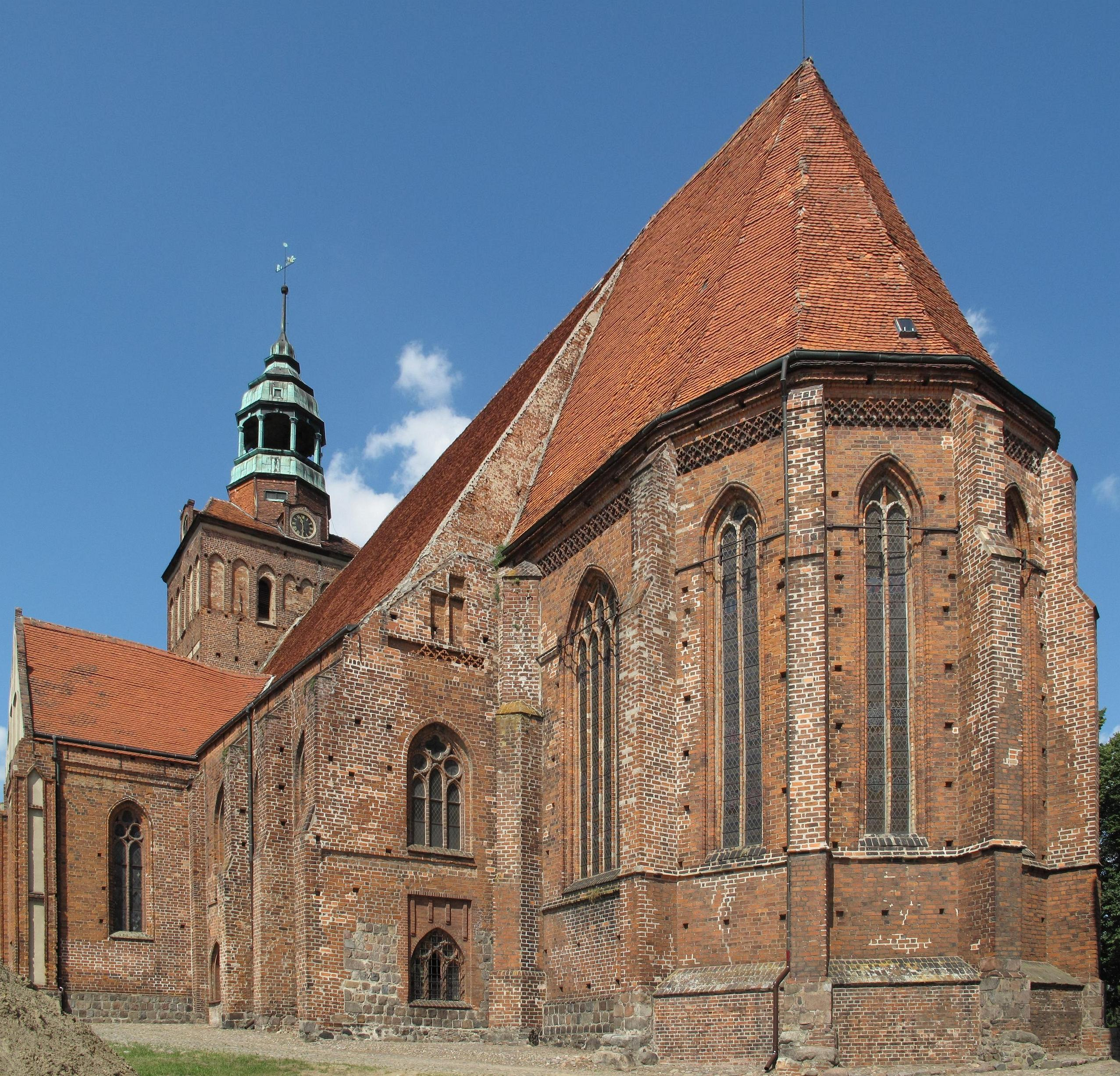
Gotycki kościół pw. św. Jakuba

Do wojewódzkiego rejestru zabytków wpisane są:
- układ urbanistyczny
- kościół parafialny pod wezwaniem św. Jakuba, gotycki z lat 1298–1380 do XIX wieku; najstarsza budowla miasta; kościół posiada wysoką masywną wieżę ozdobioną blendami, wewnątrz m.in. późnorenesansowy polichromowany ołtarz z 1627 roku, ambona z 1619 roku, kamienna chrzcielnica z 1667 roku[12]
- kościół Gminy Nowoapostolskiej, obecnie rzymskokatolicki filialny pod wezwaniem Podwyższenia Krzyża, Al. Pokoju, z 1933 roku
- kaplica cmentarna pod wezwaniem św. Gertrudy, późnogotycka z połowy XV wieku na cmentarzu

- mury obronne, z XIV–XV wieku, średniowieczne mury miejski wzniesione w 1477 roku, w których umieszczono 12 baszt; mury otaczają miasto na długości 1350 metrów, są zbudowane z głazów narzutowych, nadbudowane i uzupełniane cegłami
- ratusz z 1517, odbudowany 1842–44, neogotycki ratusz, który stoi na miejscu gotyckiego, wybudowany według projektu architekt Emila Flaminiusa
- dom, ul. 1 Maja 32, szachulcowy, z XVIII wieku/XIX wieku, nie istnieje

inne zabytki:
- synagoga
- stara synagoga
- cmentarz żydowski
- wieża ciśnień z 1903 roku
- liczne kamienice z XVIII i XIX wieku[12]
- kamienna wieża widokowa przy ul. Gronowskiej, zbudowana w 1937 roku na cześć Dietricha Eckarta – jednego z przywódców NSDAP[13][14].

## Demografia
Źródło:
- Piramida wieku mieszkańców Ośna Lubuskiego w 2020 roku[16].

Według danych z 30 czerwca 2016 r. miasto miało 3904 mieszkańców.

## Edukacja
W miejscowości funkcjonuje Szkoła Podstawowa im. Marii Skłodowskiej-Curie. W budynku mieścił się uprzednio Zespół Szkół Publicznych. Do szkoły uczęszcza Sara James, uzdolniona muzycznie uczestniczka międzynarodowych konkursów.
Miasto prowadzi Przedszkole Samorządowe i Miejski Dom Kultury.

## Sport i rekreacja
W Ośnie Lubuskim przy Szkole Podstawowej powstała w 2005 hala sportowa, wyposażona w boiska, sanitariaty oraz widownię na 200 miejsc. Znajduje się tu także Stadion Miejski o pojemności 700 widzów (w tym 360 miejsc siedzących).
Swoją siedzibę ma tu Miejski Klub Sportowy „Spójnia” Ośno Lubuskie, założony w roku 1948 pod nazwą „Chrobry”, grający w IV lidze. Barwy zespołu: biało-czerwono-żółte.
W mieście znajdują się zespoły zieleni miejskiej takie jak Park „Stary Rynek” oraz Park „Słowackiego”.

### Sezon po sezonie Spójni Ośno Lubuskie
| Poziom rozgrywek | Liczba sezonów | Sezony |
| ---------------- | -------------- | --- |
| I                | 0              | |
| II               | 0              | |
| III              | 0              | |
| IV               | 7              | 1956, 2002/2003, 2003/2004, 2004/2005, 2005/2006, 2006/2007, 2007/2008 |
| V                | 36             | 1951, 1953, 1954, 1955, 1957, 1958, 1959, 1960, 1960/1961, 1961/1962, 1962/1963, 1963/1964, 1965/1966, 1974/1975, 1975/1976, 1976/1977, 1977/1978, 1979/1980, 2000/2001, 2001/2002, 2008/2009, 2009/2010, 2010/2011, 2011/2012, 2012/2013, 2013/2014, 2014/2015, 2015/2016, 2016/2017, 2017/2018, 2018/2019, 2019/2020, 2020/2021, 2021/2022, 2022/2023, 2023/2024 |
| VI               | 20             | 1964/1965, 1966/1967, 1967/1968, 1968/1969, 1978/1979, 1980/1981, 1981/1982, 1982/1983, 1983/1984, 1984/1985, 1990/1991, 1991/1992, 1993/1994, 1994/1995, 1995/1996, 1996/1997, 1997/1998, 1998/1999, 1999/2000, 2024/2025 |
| VII              | 10             | 1969/1970, 1970/1971, 1971/1972, 1972/1973, 1973/1974, 1985/1986, 1986/1987, 1987/1988, 1988/1989, 1992/1993 |
| VIII             | 1              | 1989/1990 |

| Sezon     | Liga                                         | Miejsce | Punkty | Bramki | Z  | R  | P  | Ilość spotkań ligowych + baraże | Puchar Polski (Centralny) | Puchar Polski (Regionalny)         | Poziom ligowy | Uwagi |
| --------- | -------------------------------------------- | ------- | ------ | ------ | -- | -- | -- | ------------------------------- | ------------------------- | ---------------------------------- | ------------- | --- |
| 1948/1949 | *****************                            |         |        |        |    |    |    |                                 | -----------------         | -----------------                  |               | występy pod nazwą KS Ogniwo Ośno Lubuskie |
| 1949/1950 | *****************                            |         |        |        |    |    |    |                                 | -----------------         | -----------------                  |               | występy pod nazwą KS Ogniwo Ośno Lubuskie |
| 1950/1951 |                                              |         |        |        |    |    |    |                                 | -----------------         | -----------------                  |               | występy pod nazwą KS Ogniwo Ośno Lubuskie |
| 1951      | Klasa C grupa III (Zielona Góra)             | ?/6     |        |        |    |    |    | 10                              | -----------------         |                                    | V             | występy pod nazwą KS Ogniwo Ośno Lubuskie |
| 1952      |                                              |         |        |        |    |    |    |                                 | -----------------         |                                    |               | występy pod nazwą KS Ogniwo Ośno Lubuskie |
| 1953      | Klasa B grupa I Północ (Gorzów Wielkopolski) | ?/10    |        |        |    |    |    | 18                              | -----------------         |                                    | V             | występy pod nazwą KS Ogniwo Ośno Lubuskie |
| 1954      | Klasa B grupa I Północ (Gorzów Wielkopolski) | 11/13   | 13     | 29-65  |    |    |    | 24                              | -----------------         |                                    | V             | występy pod nazwą KS Sparta Ośno Lubuskie |
| 1955      | Klasa B grupa I Północ (Gorzów Wielkopolski) | 2/12    | 33     | 78-39  |    |    |    | 22                              | -----------------         |                                    | V             | występy pod nazwą KS Górnik Ośno Lubuskie, baraże o awans do Klasy A z drużynami z LZS Kramsko i Kolejarz Żagań                                   |
| 1956      | Klasa A grupa Północ (Zielona Góra)          | 10/10   | 5      | 17-77  | 2  | 1  | 15 | 18                              | -----------------         |                                    | IV            | występy pod nazwą KS Chrobry Ośno Lubuskie |
| 1957      | Klasa B (Gorzów Wielkopolski)                | 9/10    | 10     | 31-64  |    |    |    | 18                              | -----------------         |                                    | V             | występy pod nazwą KS Chrobry Ośno Lubuskie |
| 1958      | Klasa B (Gorzów Wielkopolski)                | 6/11    | 16     | 41-71  |    |    |    | 20                              | -----------------         |                                    | V             | występy pod nazwą KS Chrobry Ośno Lubuskie |
| 1959      | Klasa B (Gorzów Wielkopolski)                | 9/10    | 8      | 40-44  |    |    |    | 18                              | -----------------         |                                    | V             | występy pod nazwą KS Chrobry Ośno Lubuskie |
| 1960      | Klasa B (Gorzów Wielkopolski)                | 6/12    | 22     | 56-55  |    |    |    | 22                              | -----------------         |                                    | V             | występy pod nazwą KS Chrobry Ośno Lubuskie |
| 1960/1961 | Klasa B (Gorzów Wielkopolski)                | 8/12    | 18     | 49-64  |    |    |    | 22                              | -----------------         |                                    | V             | występy pod nazwą KS Chrobry Ośno Lubuskie |
| 1961/1962 | Klasa B (Gorzów Wielkopolski)                | 7/11    | 16     | 36-52  |    |    |    | 20                              | -----------------         |                                    | V             | występy pod nazwą KS Górnik Ośno Lubuskie |
| 1962/1963 | Klasa B (Gorzów Wielkopolski)                | 8/10    | 11     | 38-52  |    |    |    | 18                              | -----------------         |                                    | V             | występy pod nazwą KS Górnik Ośno Lubuskie |
| 1963/1964 | Klasa B (Gorzów Wielkopolski)                | 9/12    | 10     | 38-52  |    |    |    | 22                              | -----------------         |                                    | V             | występy pod nazwą KS Górnik Ośno Lubuskie |
| 1964/1965 | Klasa C grupa I (Zielona Góra)               | 1/3     | 6      | 9-3    |    |    |    | 4                               | -----------------         |                                    | VI            | występy pod nazwą KS Chrobry Ośno Lubuskie |
| 1965/1966 | Klasa B grupa II (Zielona Góra)              | 4/8     | 13     | 26-32  |    |    |    | 14                              | -----------------         |                                    | V             | występy pod nazwą KS Chrobry Ośno Lubuskie; reorganizacja rozgrywek                                                                               |
| 1966/1967 | Klasa B grupa II (Zielona Góra)              | 5/11    | 18     | 34-27  |    |    |    | 20                              | -----------------         |                                    | VI            | występy pod nazwą KS Chrobry Ośno Lubuskie |
| 1967/1968 | Klasa B (Świebodzin)                         | 7/12    | 22     | 39-44  |    |    |    | 22                              | -----------------         |                                    | VI            | występy pod nazwą KS Górnik Ośno Lubuskie |
| 1968/1969 | Klasa B (Gorzów Wielkopolski)                | 11/12   | 16     | 34-60  |    |    |    | 22                              | -----------------         |                                    | VI            | występy pod nazwą KS Górnik Ośno Lubuskie |
| 1969/1970 | Klasa C (Sulęcin)                            |         |        |        |    |    |    |                                 | -----------------         |                                    | VII           | występy pod nazwą KS Chrobry Ośno Lubuskie |
| 1970/1971 | Klasa C (Sulęcin)                            |         |        |        |    |    |    | 18                              | -----------------         |                                    | VII           | występy pod nazwą KS Chrobry Ośno Lubuskie |
| 1971/1972 | Klasa C (Sulęcin)                            |         |        |        |    |    |    |                                 | -----------------         |                                    | VII           | występy pod nazwą KS Chrobry Ośno Lubuskie |
| 1972/1973 | Klasa C (Sulęcin)                            |         |        |        |    |    |    |                                 | -----------------         |                                    | VII           | występy pod nazwą KS Chrobry Ośno Lubuskie |
| 1973/1974 | Klasa C (Sulęcin)                            | 1/11    | 34     | 90-23  |    |    |    | 20                              | -----------------         |                                    | VII           | występy pod nazwą KS Spójnia Ośno Lubuskie, reorganizacja rozgrywek                                                                               |
| 1974/1975 | Klasa A (Sulęcin)                            | 2/10    | 31     | 80-21  |    |    |    | 18                              | -----------------         |                                    | V             | występy pod nazwą KS Spójnia Ośno Lubuskie, reorganizacja rozgrywek                                                                               |
| 1975/1976 | Klasa B grupa I (Gorzów Wielkopolski)        | 3/14    | 40     | 72-31  |    |    |    | 26                              | -----------------         |                                    | V             | występy pod nazwą KS Spójnia Ośno Lubuskie |
| 1976/1977 | Klasa B grupa II (Gorzów Wielkopolski)       | 10/12   | 17     | 43-55  |    |    |    | 22                              | -----------------         |                                    | V             | występy pod nazwą KS Spójnia Ośno Lubuskie |
| 1977/1978 | Klasa B grupa III (Gorzów Wielkopolski)      | 12/12   | 12     | 22-79  | 4  | 4  | 14 | 22                              | -----------------         |                                    | V             | występy pod nazwą KS Spójnia Ośno Lubuskie |
| 1978/1979 | Klasa C (Sulęcin)                            | 2/14    | 45     | 106-42 |    |    |    | 26                              | -----------------         |                                    | VI            | występy pod nazwą KS Spójnia Ośno Lubuskie, reorganizacja rozgrywek                                                                               |
| 1979/1980 | Klasa A grupa II (Gorzów Wielkopolski)       | 13/14   | 19     | 40-74  |    |    |    | 26                              | -----------------         |                                    | V             | występy pod nazwą KS Spójnia Ośno Lubuskie, reorganizacja rozgrywek                                                                               |
| 1980/1981 | Klasa B (Sulęcin)                            | 4/14    | 33     | 63-30  |    |    |    | 24                              | -----------------         |                                    | VI            | występy pod nazwą KS Spójnia Ośno Lubuskie |
| 1981/1982 | Klasa B (Sulęcin)                            | 9/15    | 23     | 64-68  |    |    |    | 27                              | -----------------         |                                    | VI            | występy pod nazwą KS Spójnia Ośno Lubuskie |
| 1982/1983 | Klasa B (Sulęcin)                            | 14/16   | 11     | 35-116 |    |    |    | 28                              | -----------------         |                                    | VI            | występy pod nazwą KS Spójnia Ośno Lubuskie |
| 1983/1984 | Klasa B (Sulęcin)                            | 11/11   | 0      | 3-80   |    |    |    | 22                              | -----------------         |                                    | VI            | występy pod nazwą KS Spójnia Ośno Lubuskie |
| 1984/1985 | Klasa B (Sulęcin)                            | ?/12    |        |        |    |    |    | 22                              | -----------------         |                                    | VI            | występy pod nazwą KS Spójnia Ośno Lubuski, reorganizacja rozgrywek                                                                                |
| 1985/1986 | Klasa B (Sulęcin)                            | 8/11    | 14     | 42-69  |    |    |    | 20                              | -----------------         |                                    | VII           | występy pod nazwą KS Spójnia Ośno Lubuskie |
| 1986/1987 | Klasa B (Sulęcin)                            |         |        |        |    |    |    |                                 | -----------------         |                                    | VII           | występy pod nazwą KS Spójnia Ośno Lubuskie |
| 1987/1988 | Klasa B (Sulęcin)                            | 8/10    | 10     | 34-51  |    |    |    | 18                              | -----------------         |                                    | VII           | występy pod nazwą KS Spójnia Ośno Lubuskie |
| 1988/1989 | Klasa B (Sulęcin)                            | ?/10    |        |        |    |    |    | 18                              | -----------------         |                                    | VII           | występy pod nazwą KS Spójnia Ośno Lubuskie, |
| 1989/1990 | Klasa C (Sulęcin)                            | 1/8     | 25     | 55-16  |    |    |    | 15                              | -----------------         |                                    | VIII          | występy pod nazwą KS Spójnia Ośno Lubuskie, reorganizacja rozgrywek                                                                               |
| 1990/1991 | Klasa B (Sulęcin)                            |         |        |        |    |    |    |                                 | -----------------         |                                    | VI            | występy pod nazwą KS Spójnia Ośno Lubuskie |
| 1991/1992 | Klasa B (Sulęcin)                            | 4/15    | 33     | 73-58  |    |    |    | 28                              | -----------------         |                                    | VI            | występy pod nazwą KS Spójnia Ośno Lubuskie, reorganizacja rozgrywek                                                                               |
| 1992/1993 | Klasa B (Sulęcin)                            | 3/13    | 32     | 70-49  |    |    |    | 24                              | -----------------         |                                    | VII           | występy pod nazwą KS Spójnia Ośno Lubuskie |
| 1993/1994 | Klasa A grupa Północ (Gorzów Wielkopolski)   | 7/14    | 29     | 84-50  |    |    |    | 26                              | -----------------         |                                    | VI            | występy pod nazwą MKS Spójnia Ośno Lubuskie |
| 1994/1995 | Klasa A grupa I (Gorzów Wielkopolski)        | 2/12    | 32     | 57-32  |    |    |    | 22                              | -----------------         |                                    | VI            | występy pod nazwą MKS Spójnia Ośno Lubuskie |
| 1995/1996 | Klasa A grupa II (Gorzów Wielkopolski)       | 4/15    | 46     | 77-62  |    |    |    | 28                              | -----------------         |                                    | VI            | występy pod nazwą MKS Spójnia Ośno Lubuskie |
| 1996/1997 | Klasa A grupa II (Gorzów Wielkopolski)       | 3/12    | 42     | 68-47  |    |    |    | 22                              | -----------------         |                                    | VI            | występy pod nazwą MKS Spójnia Ośno Lubuskie, reorganizacja rozgrywek                                                                              |
| 1997/1998 | Klasa Okręgowa (Gorzów Wielkopolski)         | 5/14    | 45     | 73-49  |    |    |    | 26                              | -----------------         |                                    | VI            | występy pod nazwą MKS Spójnia Ośno Lubuskie |
| 1998/1999 | Klasa Okręgowa (Gorzów Wielkopolski)         | 6/16    | 52     | 59-48  |    |    |    | 30                              | -----------------         |                                    | VI            | występy pod nazwą MKS Spójnia Ośno Lubuskie |
| 1999/2000 | Klasa Okręgowa (Gorzów Wielkopolski)         | 6/16    | 48     | 47-42  |    |    |    | 30                              | -----------------         |                                    | VI            | występy pod nazwą MKS Spójnia Ośno Lubuskie, reorganizacja rozgrywek, powstanie LZPN                                                              |
| 2000/2001 | Klasa Okręgowa grupa I (Gorzów Wielkopolski) | 5/9     | 36     | 55-50  |    |    |    | 24                              | -----------------         |                                    | V             | występy pod nazwą MKS Spójnia Ośno Lubuskie, Rozgrywki przeprowadzone systemem trzy rundowym                                                      |
| 2001/2002 | Klasa Okręgowa (Gorzów Wielkopolski)         | 1/16    | 63     | 70-34  |    |    |    | 30                              | -----------------         |                                    | V             | występy pod nazwą MKS Spójnia Ośno Lubuskie |
| 2002/2003 | IV liga (grupa lubuska)                      | 8/18    | 50     | 45-41  | 14 | 8  | 12 | 34                              | -----------------         |                                    | IV            | występy pod nazwą MKS Spójnia Ośno Lubuskie |
| 2003/2004 | IV liga (grupa lubuska)                      | 9/18    | 43     | 41-47  | 11 | 10 | 13 | 34                              | -----------------         | III runda OZPN Gorzów Wielkopolski | IV            | występy pod nazwą MKS Spójnia Ośno Lubuskie |
| 2004/2005 | IV liga (grupa lubuska)                      | 5/18    | 56     | 53-30  | 17 | 5  | 12 | 34                              | -----------------         | IV runda OZPN Gorzów Wielkopolski  | IV            | występy pod nazwą MKS Spójnia Ośno Lubuskie |
| 2005/2006 | IV liga (grupa lubuska)                      | 7/18    | 54     | 54-26  | 14 | 12 | 8  | 34                              | -----------------         | IV runda OZPN Gorzów Wielkopolski  | IV            | występy pod nazwą MKS Spójnia Ośno Lubuskie |
| 2006/2007 | IV liga (grupa lubuska)                      | 3/16    | 51     | 49-40  | 15 | 6  | 9  | 30                              | -----------------         | II runda OZPN Gorzów Wielkopolski  | IV            | występy pod nazwą MKS Spójnia Ośno Lubuskie |
| 2007/2008 | IV liga (grupa lubuska)                      | 7/16    | 44     | 47-57  | 12 | 8  | 10 | 30+2                            | -----------------         | III runda OZPN Gorzów Wielkopolski | IV            | występy pod nazwą MKS Spójnia Ośno Lubuskie, reorganizacja rozgrywek, baraże o awans do III ligi (grupa dolnośląsko-lubuska), rezygnacja z awansu |
| 2008/2009 | IV liga (grupa lubuska)                      | 7/16    | 50     | 55-40  | 14 | 8  | 8  | 30                              | -----------------         | 1/8 LZPN                           | V             | występy pod nazwą MKS Spójnia Ośno Lubuskie |
| 2009/2010 | IV liga (grupa lubuska)                      | 3/16    | 59     | 65-40  | 18 | 5  | 7  | 30                              | -----------------         | 1/4 LZPN                           | V             | występy pod nazwą MKS Spójnia Ośno Lubuskie |
| 2010/2011 | IV liga (grupa lubuska)                      | 2/16    | 61     | 73-44  | 18 | 7  | 5  | 30                              | -----------------         | IV runda OZPN Gorzów Wielkopolski  | V             | występy pod nazwą MKS Spójnia Ośno Lubuskie, rezygnacja z awansu do III ligi (grupa dolnośląsko-lubuska)                                          |
| 2011/2012 | IV liga (grupa lubuska)                      | 6/16    | 46     | 50-47  | 14 | 4  | 12 | 30                              | -----------------         | II runda OZPN Gorzów Wielkopolski  | V             | występy pod nazwą MKS Spójnia Ośno Lubuskie |
| 2012/2013 | IV liga (grupa lubuska)                      | 9/16    | 41     | 49-45  | 13 | 2  | 15 | 30                              | -----------------         | IV runda OZPN Gorzów Wielkopolski  | V             | występy pod nazwą MKS Spójnia Ośno Lubuskie |
| 2013/2014 | IV liga (grupa lubuska)                      | 2/16    | 60     | 56-23  | 18 | 6  | 6  | 30                              | -----------------         | II runda OZPN Gorzów Wielkopolski  | V             | występy pod nazwą MKS Spójnia Ośno Lubuskie |
| 2014/2015 | IV liga (grupa lubuska)                      | 6/16    | 44     | 45-35  | 12 | 8  | 10 | 30                              | -----------------         | II runda OZPN Gorzów Wielkopolski  | V             | występy pod nazwą MKS Spójnia Ośno Lubuskie |
| 2015/2016 | IV liga (grupa lubuska)                      | 4/16    | 53     | 46-25  | 16 | 5  | 9  | 30                              | -----------------         | II runda OZPN Gorzów Wielkopolski  | V             | występy pod nazwą MKS Spójnia Ośno Lubuskie |
| 2016/2017 | IV liga (grupa lubuska)                      | 6/18    | 51     | 47-39  | 14 | 9  | 11 | 34                              | -----------------         | III runda OZPN Gorzów Wielkopolski | V             | występy pod nazwą MKS Spójnia Ośno Lubuskie |
| 2017/2018 | IV liga (grupa lubuska)                      | 6/18    | 51     | 47-39  | 14 | 9  | 11 | 34                              | -----------------         | 1/8 LZPN                           | V             | występy pod nazwą MKS Spójnia Ośno Lubuskie |
| 2018/2019 | IV liga (grupa lubuska)                      | 11/16   | 35     | 37-62  | 9  | 9  | 13 | 30                              | -----------------         | 1/4 LZPN                           | V             | występy pod nazwą MKS Spójnia Ośno Lubuskie |
| 2019/2020 | IV liga (grupa lubuska)                      | 5/16    | 23     | 23-24  | 7  | 2  | 6  | 15                              | -----------------         | 1/8 LZPN                           | V             | występy pod nazwą MKS Spójnia Ośno Lubuskie, rundy wiosennej nie rozegrano ze względu na zagrożenie epidemiologiczne                              |
| 2020/2021 | Jako IV liga (grupa lubuska)                 | 6/19    | 58     | 65-46  | 16 | 10 | 10 | 36                              | -----------------         | III Runda LZPN Północ              | V             | występy pod nazwą MKS Spójnia Ośno Lubuskie |
| 2021/2022 | Jako IV liga (grupa lubuska)                 | 3/18    | 59     | 62-48  | 17 | 8  | 9  | 34                              | -----------------         | III Runda LZPN Północ              | V             | występy pod nazwą MKS Spójnia Ośno Lubuskie |
| 2022/2023 | Jako IV liga (grupa lubuska)                 | 11/18   | 4      | 63-72  | 12 | 8  | 14 | 34                              | -----------------         | IV Runda LZPN Północ               | V             | występy pod nazwą MKS Spójnia Ośno Lubuskie |
| 2023/2024 | Jako IV liga (grupa lubuska)                 | 18/18   | 10     | 47-136 | 2  | 4  | 28 | 34                              | -----------------         | IV Runda LZPN Północ               | V             | występy pod nazwą MKS Spójnia Ośno Lubuskie |
| 2024/2025 | Keeza Klasa Okręgowa (Gorzów Wielkopolski)   | ?/16    |        |        |    |    |    | 30                              | -----------------         | II Runda LZPN Północ               | VI            | występy pod nazwą MKS Spójnia Ośno Lubuskie |

- Opracował Mariusz Gazda Kostrzyn nad Odrą

 Występowali w Ekstraklasie (I poziom ligowy), I lidze (II poziom ligowy) 
- Emil Drozdowicz, wychowanek Spójni Ośno Lubuskie, występował w Ekstraklasie w barwach Arki Gdynia, Poloni Bytom, Termalicy Bruk-Bet Nieciecza, Wisły Płock, łącznie w Ekstraklasie rozegrał 27 spotkań i strzelił 2 bramki. W I lidze w barwach Stilonu Gorzów Wielkopolski, Termalicy Bruk-Bet Nieciecza, Wisły Płock, Chojniczanki Chojnice rozegrał 235 spotkań i strzelił 60 goli.
- Sylwester Kawczyński, wychowanek Błękitnych Stargard Szczeciński, napastnik Spójni Ośno Lubuskie w sezonie 2009/2010. W barwach Odry Szczecin rozegrał 4 spotkania i strzelił 1 bramkę w I lidze.
- Sebastian Żłobiński, wychowanek Stilonu Gorzów Wielkopolski w I lidze rozegrał 11 spotkań, wieloletni zawodnik Spójni Ośno Lubuskie w IV lidze lubuskiej, w klubie był także trenerem.
- Ryszard Ostapiuk, wychowanek Łucznika Strzelce Krajeńskie były zawodnik I ligowego Stilonu Gorzów Wielkopolski i Celulozy Kostrzyn nad Odrą (II poziom ligowy). W I lidze rozegrał 152 spotkania i strzelił 4 gole. Wieloletni trener Spójni Ośno Lubuskie w IV lidze lubuskiej.
- Zenon Burzawa, wychowanek SHR Wojcieszyce, były zawodnik I ligowych klubów (II poziom ligowy) Stilonu Gorzów Wielkopolski, Sokoła Pniewy, Aluminium Konin na zapleczu Ekstraklasy rozegrał 348 spotkań i strzelił 112 goli. W obecnej Ekstraklasie rozegrał 34 spotkania i strzelił 22 bramki. W sezonie 1993/1994 został królem strzelców w barwach Sokoła Pniewy. Trener Spójni Ośno Lubuskie w IV lidze lubuskiej.

### Sezon po sezonie Spójni II Ośno Lubuskie
| Sezon     | Liga                                          | Miejsce | Punkty | Bramki | Z  | R | P  | lość spotkań ligowych + baraże | Puchar Polski (Regionalny)       | Poziom ligowy | Uwagi |
| --------- | --------------------------------------------- | ------- | ------ | ------ | -- | - | -- | ------------------------------ | -------------------------------- | ------------- | --- |
| 1965/1966 | Klasa C grupa IV (Zielona Góra)               | 5/5     | 3      | 9-28   |    |   |    | 8                              |                                  | VI            | występy pod nazwą KS Chrobry II Ośno Lubuskie                                                               |
| 1966/1967 | Klasa C (Sulęcin)                             | ?/8     |        |        |    |   |    | 14                             |                                  | VII           | występy pod nazwą KS Chrobry II Ośno Lubuskie                                                               |
| 1977/1978 | Klasa C (Sulęcin)                             | 1/13    |        |        |    |   |    | 24                             |                                  | VI            | występy pod nazwą KS Spójnia II Ośno Lubuskie, w związku ze spadkiem I zespołu do Klasy C, rezerwy wycofano |
| 1981/1982 | Klasa B (Sulęcin)                             | 14/15   | 5      | 18-90  |    |   |    | 27                             |                                  | VI            | występy pod nazwą KS Spójnia II Ośno Lubuskie                                                               |
| 1999/2000 | Klasa B (Sulęcin)                             | 9/14    | 24     | 44-59  |    |   |    | 22                             |                                  | VIII          | występy pod nazwą MKS Spójnia II Ośno Lubuskie                                                              |
| 2005/2006 | Klasa B grupa II (Słubice)                    | ?/12    |        |        |    |   |    | 22                             |                                  | VII           | występy pod nazwą MKS Spójnia II Ośno Lubuskie                                                              |
| 2006/2007 | Klasa B grupa II (Słubice)                    | 3/13    | 44     | 72-40  | 14 | 2 | 8  | 24                             |                                  | VII           | występy pod nazwą MKS Spójnia II Ośno Lubuskie                                                              |
| 2007/2008 | Klasa B grupa II (Słubice)                    | 6/13    | 41     | 53-44  | 12 | 5 | 7  | 24                             |                                  | VII           | występy pod nazwą MKS Spójnia II Ośno Lubuskie, reorganizacja rozgrywek                                     |
| 2008/2009 | Klasa B (Słubice)                             | 3/11    | 42     | 47-18  | 13 | 3 | 4  | 20                             |                                  | VIII          | występy pod nazwą MKS Spójnia II Ośno Lubuskie                                                              |
| 2009/2010 | Klasa B (Słubice)                             | 3/11    | 39     | 55-28  | 12 | 3 | 5  | 20                             |                                  | VIII          | występy pod nazwą MKS Spójnia II Ośno Lubuskie                                                              |
| 2010/2011 | Klasa B (Słubice)                             | 3/12    | 48     | 61-23  | 15 | 3 | 4  | 22                             |                                  | VIII          | występy pod nazwą MKS Spójnia II Ośno Lubuskie                                                              |
| 2011/2012 | Klasa B (Słubice)                             | 3/10    | 37     | 82-24  | 12 | 1 | 5  | 18                             |                                  | VIII          | występy pod nazwą MKS Spójnia II Ośno Lubuskie                                                              |
| 2012/2013 | Klasa B (Słubice)                             | 1/10    | 44     | 64-9   | 13 | 5 | 0  | 18                             |                                  | VIII          | występy pod nazwą MKS Spójnia II Ośno Lubuskie                                                              |
| 2013/2013 | Klasa A grupa Zachód (Gorzów Wielkopolski)    | 2/16    | 65     | 72-32  | 20 | 5 | 5  | 30                             |                                  | VII           | występy pod nazwą MKS Spójnia II Ośno Lubuskie                                                              |
| 2014/2015 | Klasa Okręgowa (Gorzów Wielkopolski)          | 14/16   | 25     | 49-97  | 7  | 4 | 19 | 30                             | I runda OZPN Gorzów Wielkopolski | VI            | występy pod nazwą MKS Spójnia II Ośno Lubuskie                                                              |
| 2015/2016 | Klasa A grupa II (Słubice)                    | 5/14    | 44     | 52-50  | 14 | 2 | 10 | 26                             |                                  | VII           | występy pod nazwą MKS Spójnia II Ośno Lubuskie                                                              |
| 2016/2017 | Colloseum Klasa A grupa II (Słubice)          | 6/14    | 37     | 67-60  | 11 | 4 | 11 | 26                             |                                  | VII           | występy pod nazwą MKS Spójnia II Ośno Lubuskie                                                              |
| 2024/2025 | Keeza Klasa B grupa III (Gorzów Wielkopolski) | ?/9     |        |        |    |   |    | 16                             |                                  | VIII          | występy pod nazwą MKS Spójnia II Ośno Lubuskie                                                              |

- Opracował Mariusz Gazda Kostrzyn nad Odrą

## Transport

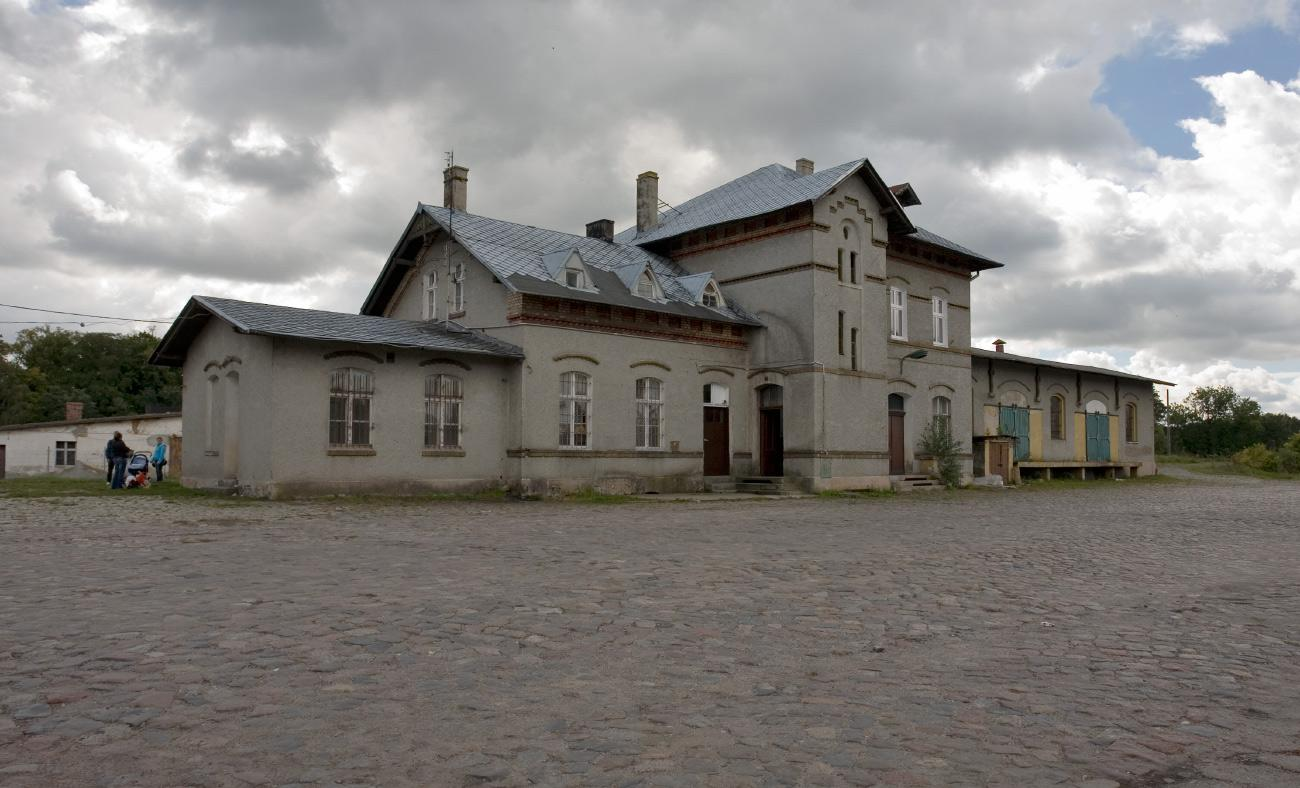
Stacja kolejowa Ośno Lubuskie

### Transport drogowy
Miasto znajduje się przy drodze wojewódzkiej nr 137 Słubice-Kowalów-Ośno Lubuskie-Międzyrzecz-Trzciel oraz przy drodze wojewódzkiej nr 134 Urad-Rzepin-Ośno Lubuskie-Radachów.

### Transport kolejowy
W Ośnie Lubuskim znajduje się stacja kolejowa Ośno Lubuskie, która znajduje się na linii kolejowej nr 364 łączącej Rzepin z Wierzbnem.

### Wspólnoty wyznaniowe
- Kościół rzymskokatolicki:
  - parafia św. Jakuba Apostoła
- Świadkowie Jehowy:
  - zbór (Sala Królestwa)[29]